# Пйотрув-Гулачув
Пйотрув-Гулачув (пол. Piotrów-Gułaczów) — село в Польщі, у гміні Лагув Келецького повіту Свентокшиського воєводства.